# کاترین مرتویول
کاترین مرتویول (انگلیسی: Kathryn Merteuil) شخصیت داستانی است که در فیلم‌های مقاصد بی‌رحمانه و مقاصد بی‌رحمانه ۲، به‌ترتیب توسط بازیگران سارا میشل گلر و ایمی آدامز، به تصویر کشیده شده‌است. بر اساس شخصیت «مارکیز ایزابل د مرتویول» در رمان روابط خطرناک از پیر-آمبرواز شودرلو دو لاکلو، کاترین به عنوان هماورد اصلی سریال فعالیت می‌کند.